# دنيس بيدل
دنيس بيدل (بالإنجليزية: Dennis Biddle)‏ هو لاعب كرة قاعدة أمريكي، ولد في 24 يونيو 1935.